# Godwin Emefiele
Godwin Emefiele (4 de agosto de 1961) es un economista nigeriano. Es Gobernador del Banco Central de Nigeria desde 2014.

## Biografía
Emefiele es graduado en Económicas y Finanzas por la Universidad de Nigeria con un B. Sc. en 1984 y un MBA en Finanzas en 1986, ambos por la Universidad de Nigeria, campus de Nsukka.
Antes de comenzar su carrera en la banca, fue profesor de Finanzas y de Seguros en las universidades de Nigeria y Port Harcourt, respectivamente. Completó estudios de Finanzas en la Universidad Stanford, y la Universidad de Harvard (2004); además asistió a la Escuela de negocios Wharton (2005). 

## Trayectoria
Godwin Emefiele es el actual Gobernador del Banco Central de Nigeria (CBN) desde el 3 de junio de 2014. Previamente trabajó como director ejecutivo y director general del Grupo Zenith Bank, banco del que también fue director general adjunto. Desde 2001 ha sido director ejecutivo de Banca Corporativa, Tesorería, Control Financiero y Planificación Estratégica de Zenith Bank Plc.

## Polémicas
Godwin Emefiele tuvo participaciones en al menos tres compañías en paraísos fiscales extraterritoriales, y, según él mismo admitió, permaneció ilegalmente conectado con al menos uno de ellos hasta julio de 2017, mientras dirigía el CBN, según una investigación del Consorcio Internacional de Periodistas de Investigación (ICIJ). Emefiele era propietario en parte de Vitesse Asset Management SA, constituida en Suiza en 2007; Oviation Asset Management Limited, una empresa establecida en Bermudas en 2009; y Oviation Limited, una compañía de la Isla de Man creada en 2012, según el periódico alemán Suddeutsche Zeitung e ICIJ. El 10 de junio de 2023, el Departamento de Servicios del Estado confirmó el arresto de Emefiele a través de su página oficial de Twitter. Según los informes, lo llevaron para interrogarlo como parte de la investigación en su oficina.. El 5 de abril de 2024, la Comisión de Delitos Económicos y Financieros (EFCC), presentó nuevos cargos contra Godwin Emefiele. Godwin Emefiele es acusado de asignación fraudulenta y falsa de divisas por valor de 2 mil millones de dólares. La acusación afirma que la asignación se realizó sin ofertas de respaldo. Godwin Emefiele cometió los delitos entre 2022 y 2023, dice la comisión..

## Nota
Su nombre y posición han sido utilizados en mensajes fraudulentos de spam. El fraude consiste en un correo en el que el emisario se presenta como Godwin Emefiele y pide datos bancarios a la víctima. Es absurdo sugerir que Emefiele tiene conexión alguna con esta estafa y está claro que nada bueno vendrá de responder al correo electrónico. Se recomienda que usted no responda a estas estafas o correos electrónicos de spam. 